# Гонолек ефіопський

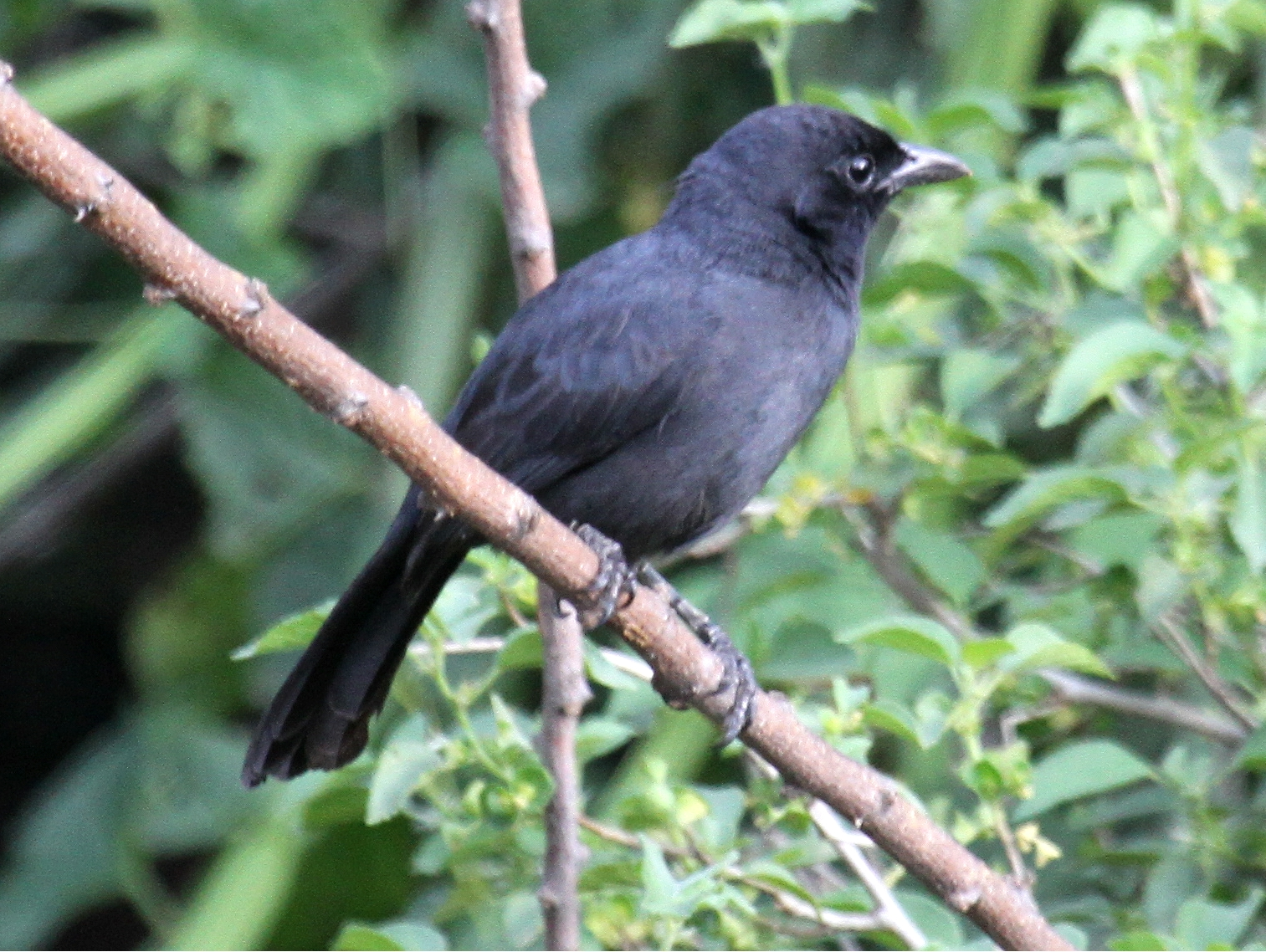
Ефіопський гонолек (озеро Богорія, Кенія)

Гонолек ефіопський (Laniarius funebris) — вид горобцеподібних птахів родини гладіаторових (Malaconotidae). Мешкає в Східній Африці.

## Опис
Довжина птаха становить 20 см. Виду не притаманний статевий диморфізм. Ефіопські гонолеки мають рівномірне темно-сіре забарвлення. Молоді птахи поцятковані охристими і чорними смужками. Низка досліджень, присвячених співу ефіопських гонолеків демонструють широку варітивність співу: вони різняться за регіоном, за поведінкою, що супроводжує спів, за характером взаємодії між різними птахами

## Поширення і екологія
Ефіопські гонолеки поширені в Ефіопії, Сомалі, Південному Судані, Кенії, Танзанії, Руанді та Уганді. Вони живуть в савані і сухих чагарникових заростях.

## Розмноження
Гніздо розміщується на дереві або серед чагарників на висоті близько 1,5 м над землею. В кладці 2-3 яйця.